# Vejstrup Valgmenighedskirke
 Ikke at forveksle med Vejstrup Kirke (Svendborg Kommune).
Vejstrup Valgmenighedskirke er en kirke i Vejstrup Sogn på Sydfyn. 
En valgmenighed er en særlig, selvstændig menighed indenfor folkekirken. Vejstrup Valgmenighed er med i Foreningen af Grundtvigske valg- og frimenigheder.

## Historie
Kirken er bygget i 1874-75. Tårnet var imidlertid ikke så højt som først planlagt. Det vides ikke, hvorfor det ikke blev bygget i den planlagte højde, men man har muligvis ikke haft midler nok. 
Kirkens kor er bygget af kampesten fra markerne omkring Vejstrup. Da stifterne af menigheden besluttede sig for at bygge egen kirke, besluttede de også, at den skulle bygges af materialer fra deres egne marker. Mange af menighedens medlemmer hjalp selv til ved byggeriet.
Kirken blev indviet d. 21. marts 1875 på en palmesøndag.
I 1925 gennemgik kirken en omfattende restaurering, hvor man bl.a førte kirketårnet op til den oprindeligt planlagte højde, indlagde elektricitet og fik ny ramme om altertavlen.
I 1957 blev kirken igen restaureret efter arkitekt Folke Olsens forslag. I 2003 fik kirken nye lamper op til erstatning for de fire pendler, som havde hængt siden 1957. I vinteren 2004 blev der lagt helt nyt gulv i kirken, således at der nu er tegnstengulv over hele kirkerummet såvel som i våbenhuset.
Alterbilledet i kirken er malet af Christian Dalsgaard. Det er en illustration af den bibelske beretningen om Jesu besøg hos Martha og Maria (Luk.10,38-42). Under billedet er indskriften ”Men eet er fornødent” (Luk.10,42). Alterbilledet fik man først i 1878. Indtil da klarede man sig med et dannebrogsflag. 
I kirken hænger endvidere to relieffer fremstillet af billedhugger Gunnar Hansen.